# Geoinformatika
A geoinformatika olyan tudományág, amely a térhez kötött adatok kezelésével és feldolgozásával foglalkozik. Tartalmazza az elsődleges és másodlagos adatgyűjtési eljárásokat, a földrajzi elemzést és a tematikus térképi megjelenítést. Magyar nyelvterületen a tudományág térinformatika néven honosodott meg. A geoinformatika interdiszciplináris jelleggel kapcsolja össze a földtudományokat, segítve új szintézis létrejöttét. A térinformatika alapelemei az adatnyerés (input), az adattárolás (data storage), adatkezelés (management), adatelemzés (analysis) és a megjelenítés (presentation).

## A geoinformatika rendszerelmélete
Goodchild, M. F. (2004) szerint a geoinformatika az informatika tudományba sorolható, és az informatikusok számára azért különösen érdekes, mert a földrajzi (térbeli) információ jól definiált és ezen információ típussal kapcsolatban széles körű ismeretanyag halmozódott fel.
A geoinformatika azonban nemcsak az informatikai ismeretekre támaszkodik. Évszázadok vizsgálati eredményei, a földfelszín leírásai, mérésekből származó adatok alkotják azt az ismeretanyagot, mely korábban hagyományos (analóg) módon, térképeken került ábrázolásra.
A geoinformatika nemcsak ezeket az analóg ábrázolási technikákat forradalmasította a digitális módszerek révén, hanem visszahatott olyan hagyományos, évszázados múlttal rendelkező tudományokra is mint a földmérés, a fotogrammetria vagy a térképészet.
A geoinformatika felhasználja a térbeli adatok gyűjtésének legújabb módszereit és törvényszerűségeit is. Különösen fontos itt megemlíteni a távérzékelés és a GIS egyre szorosabb kapcsolatát. Ma már a távérzékelt adatok, elsősorban a légi- és űrfelvételek feldolgozása, elemzése, értelmezése nem valósulhat meg korszerű geoinformatikai eszközök és elméletek nélkül.
A térbeli adatok térbeli adatbázisba történő rendezése és kezelése, a számítástudomány egyik fontos fejlesztési területe. A képi adatok megjelenítését a számítógépes grafika, geometria biztosítja. A térbeli adatok statisztikai paramétereit, a pontosságukat vagy a bizonytalanságukat a geostatisztika nélkül nem mérhetjük meg. Mindezekből az következik, hogy a geoinformatika interdiszciplináris tudomány, mely az elméletét, módszereit, az eljárásokat, és nem utolsósorban az adatokat számos területről gyűjti össze és alkalmazza egységes rendszerben (Mucsi, 2009). Vagyis elfogadhatjuk Goodchild azon tömör megfogalmazását, hogy a geoinformatika „tudomány a rendszer mögött”.
Napjainkban a geoinformatika egyik legfontosabb feladata az idő tényező elemzésében rejlő lehetőségek kihasználása, illetve olyan módszerek fejlesztése, melyekkel a tér-idő adatok elemezhetők. Ehhez már nem elegendő a megszokott 2D ábrázolás, a 3D-s modellezés, szimuláció egyre nagyobb szerepet kap, a jelenségek dinamikájának egyre jobb digitális megjelenítésével párhuzamosan.
A geoinformatikai módszerek révén nemcsak a kapcsolatokat tudjuk leírni, hanem a kapcsolatok változását figyelembe véve előrejelzéseket, becsléseket tudunk adni egy vagy több paraméter jövőbeni várható értékére. Ilyen eljárásokkal adhatunk időjárási előrejelzést, a kutatók próbálják a természeti katasztrófák (földrengés, cunami stb.) bekövetkezését előre jelezni.

## Alkalmazási területei

### Térinformatikai alkalmazások és csoportosításuk
A tevékenységek jellege szerinti elkülönítésében három főbb alkalmazási csoportot különböztethetünk meg. Az első csoportba tartoznak a hosszabb idő óta fejlesztett technológiák, amelyek a térinformatikával a közös eljárásaik és adatszolgáltatásuk révén vannak kapcsolatban. Ilyen a földmérés és más mérnöki tevékenységek, ahol a technológiai fejlődéssel hétköznapi lett a digitális mérőállomás, a lézerszkenner, a GNSS technológia használata. Ez a folyamat jellemzi a térképészet témakörét is; itt a térképkészítés, az automatikus térképezés fejlesztése emelhető ki. A távérzékelés a felvételező érzékelők fejlesztésének köszönhetően lett progresszív irányvonal.
Második kategória a menedzsment és a döntéselőkészítés csoportja, mely a legtöbb alkalmazást tudhatja magáénak. Legtipikusabb témakörei a természeti erőforrások nyilvántartása és adatkezelése, a tulajdon ellenőrzése és az adózás miatt fontos földhivatali-nyilvántartás, illetve a műszaki GIS egyik legnagyobb alkalmazóihoz tartozó közmű-nyilvántartás.
A térinformatika gyakorlati alkalmazásai természetesen máshogy is csoportosíthatók. Jó példa a tudományos tevékenységhez kötődő, természeti jelleg szerinti kategorizálás. A környezeti tényezőkhöz igazodó meteorológiai, talajtani, domborzati adatfeldolgozások mellett beszélhetünk összetettebb, a környezetérzékenységet értelmező elemzésekről is.

## Áttekintés
A geomatika magába foglalja a geoinformatikát, de a geomatika inkább a felmérésre koncentrál (surveying). A geoinformatika magja az olyan alapvető technológia, amely támogatja a térbeli adatok megszerzési, elemzési és megjelenítési folyamatait. Mind a geomatika és geoinformatika tartalmazza és nagymértékben függ a geodézia elméleti és gyakorlati vonatkozásaitól.
A földrajz- és földtudományok egyre nagyobb mértékben támaszkodnak a digitális térbeli adatokra. Ezeket az adatokat távérzékelt képek alapján érik el, amelyeket a földrajzi információs rendszerek (GIS) elemeztek, és láthatóvá tették papíron vagy a számítógép képernyőjén.
A geoinformatika egyesíti a térinformatikai elemzést és modellezést, a térinformatikai adatbázisok fejlesztését, információs rendszerek tervezését, az ember-számítógép interakciót és a vezetékes és vezeték nélküli hálózati technológiákat. A geoinformáció elemzéséhez a geoinformatika geokomputációt (geocomputation) és geovizualizációt (geovisualization) használ.
A geoinformatika ágai közé tartozik még:

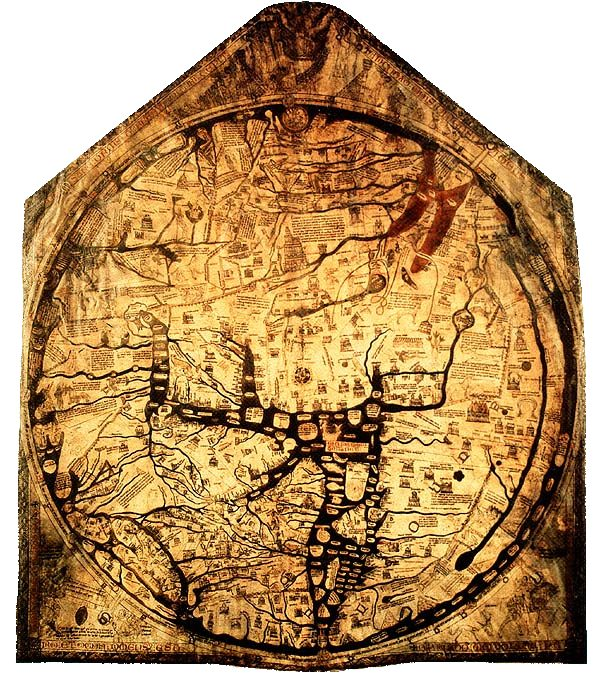
Térképészet
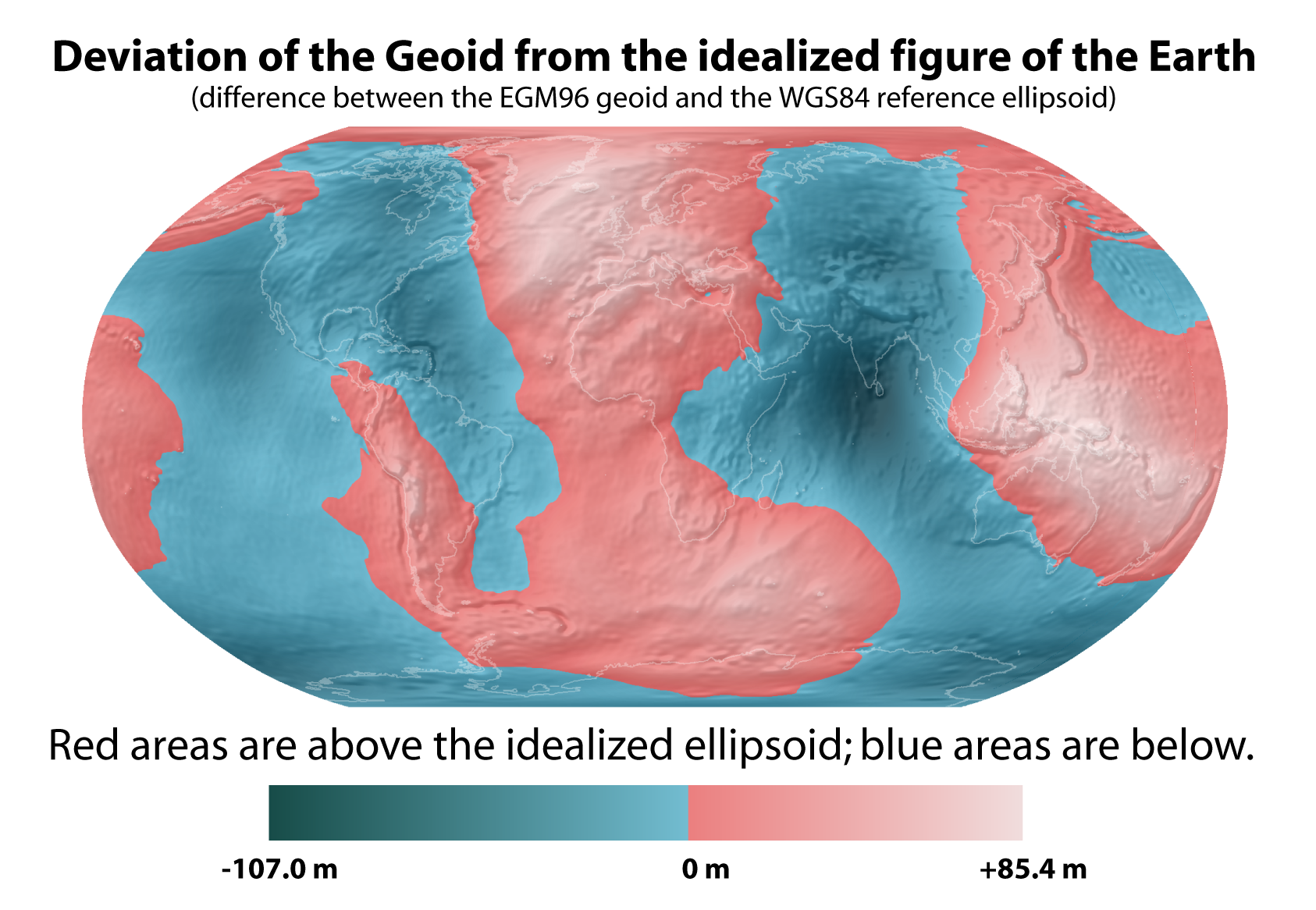
Geodézia
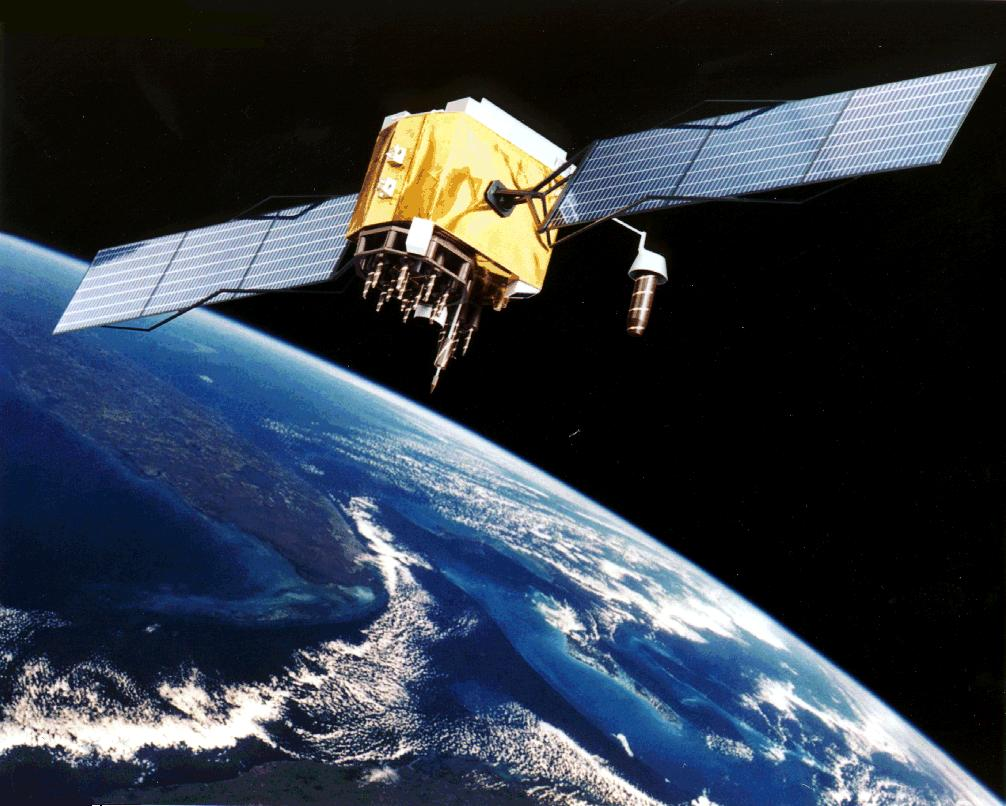
Globális műholdas navigációs rendszer
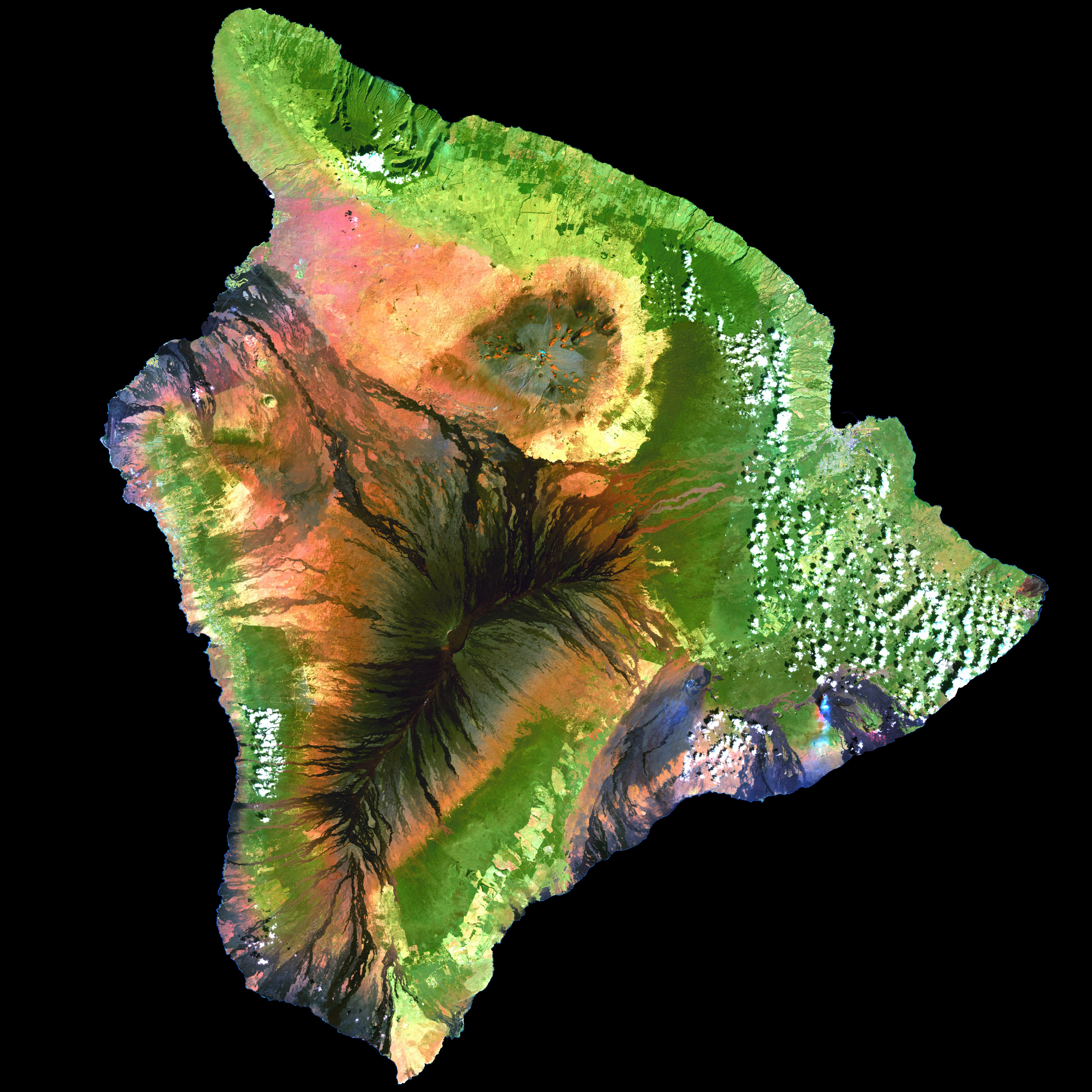
Távérzékelés
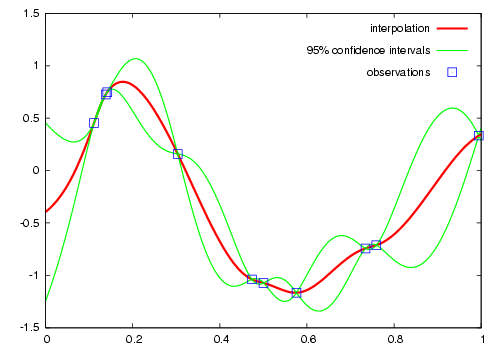
Téranalízis
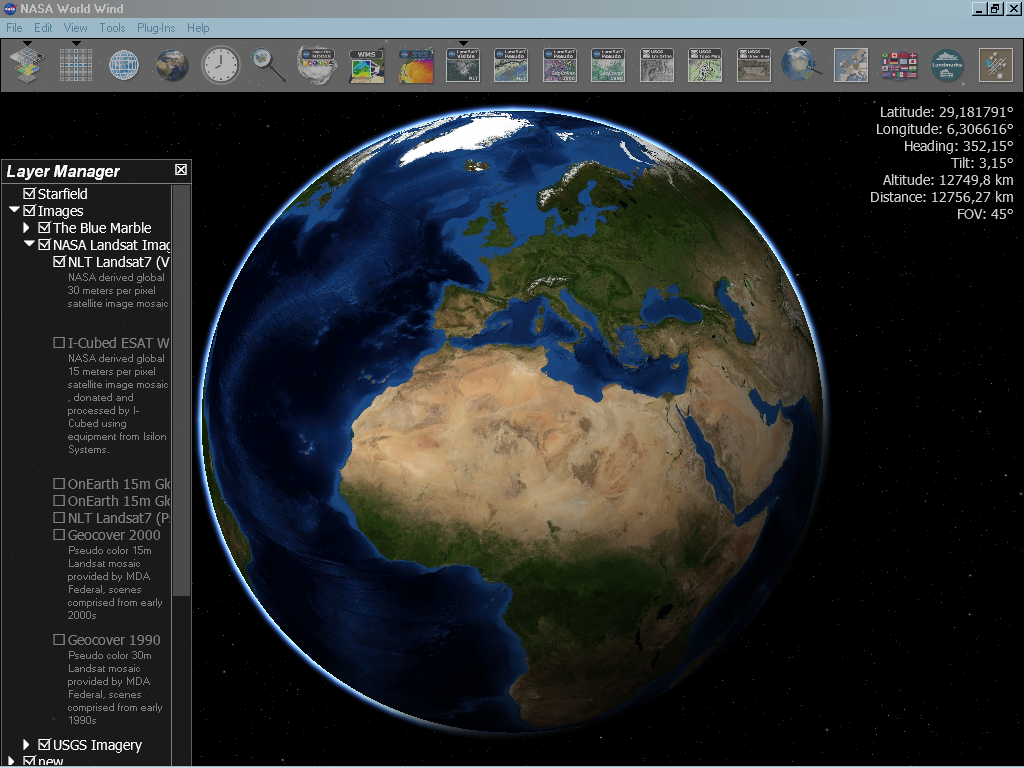
Webes térképészet

## Fordítás
- Ez a szócikk részben vagy egészben  a   Geoinformatics című angol Wikipédia-szócikk ezen változatának fordításán alapul.  Az eredeti cikk szerkesztőit annak laptörténete sorolja fel. Ez a jelzés csupán a megfogalmazás eredetét és a szerzői jogokat jelzi, nem szolgál a cikkben szereplő információk forrásmegjelöléseként.